# Abiskojaure
Abiskojaure är en sjö i Kiruna kommun i Lappland som ingår i Torneälvens huvudavrinningsområde. Sjön har en area på 2,79 kvadratkilometer och ligger 487,1 meter över havet. Abiskojaure ligger i Abisko Natura 2000-område.
Det största djupet i sjön är 38 meter och medeldjupet 12,8 meter. Strandlinjelängden uppgår till 7,8 km.
Abiskojaure är en klar, näringsfattig fjällsjö som saknar vegetation. Sjöns avrinningsområde är 365 km² stort varav en del ligger i Norge. Från de omgivande fjällen strömmar bäckar och smältvatten till, medan Abiskojåkka avvattnar sjön till Torneträsk. Den enda fiskart som finns i sjön är fjällröding. Eftersom sjön ligger i Abisko nationalpark råder fiskeförbud.
Vid sjön ligger Svenska Turistföreningens fjällstuga Abiskojaure med bäddar i två stugor.

## Delavrinningsområde
Abiskojaure ingår i delavrinningsområde (758157-161686) som SMHI kallar för Utloppet av Abiskojaure. Medelhöjden är 749 meter över havet och ytan är 24,64 kvadratkilometer. Räknas de 16 avrinningsområdena uppströms in blir den ackumulerade arean 367,67 kvadratkilometer. Avrinningsområdets utflöde Torneälven (Kamajåkka) mynnar i havet. Avrinningsområdet består mestadels av skog (28 procent) och kalfjäll (60 procent). Avrinningsområdet har 2,78 kvadratkilometer vattenytor vilket ger det en sjöprocent på 11,3 procent.